# Плавци
Плавци су насељено место у општини Жумберак, до нове територијалне организације у саставу бивше општине Јастребарско, у Загребачкој жупанији, Хрватска.

## Географски положај
Налазе се на надморској висини од 610 метара. Село је смештено 7 километара северозападно од Костањевца, седишта општине.

## Историја
У урбару из 1830. године стоји да је то „село са 3 куће и 32 гркосједињена становника (унијата)".

## Привреда
Привредна основа насеља је: пољопривреда, сточарство и виноградарство.

## Становништво

### Број становника по пописима
| Националност   | 2001. | 1991. | 1981. | 1971. | 1961. | 1953. | 1948. | 1931. | 1921. | 1910. | 1900. | 1890. | 1880. | 1869. | 1857. |
| бр. становника | 16    | 10    | 25    | 45    | 56    | 64    | 67    | 85    | 68    | 76    | 68    | 65    | 64    | 58    | 48    |

### Национални састав
| Националност       | 1991.     | 1981.     | 1971.     | 1961.     |
| Хрвати             | 10 (100%) | 25 (100%) | 45 (100%) | 56 (100%) |
| Срби               | 0         | 0         | 0         | 0         |
| Југословени        | 0         | 0         | 0         | 0         |
| остали и непознато | 0         | 0         | 0         | 0         |
| Укупно             | 10        | 25        | 45        | 56        |

## Црква
Село припада унијатској жупи „Светог Петра и Павла“ из Сошица, Жумберачки викаријат Крижевачке епархије.